# Щілинозубові
Щілинозубові (Solenodontidae) — родина отруйних нічних норових комахоїдних ссавців. Двома живими видами є щілинозуб кубинський і щілинозуб гаїтянський. Загрози для обох видів включають знищення середовища проживання та хижацтво немісцевих кішок, собак і мангустів, завезених людьми на рідні острови соленодонтів для боротьби зі зміями та гризунами.